# Glaucis
Glaucis – rodzaj ptaków z podrodziny pustelników (Phaethornithinae) w rodzinie kolibrowatych (Trochilidae).

## Zasięg występowania
Rodzaj obejmuje gatunki występujące w Ameryce Środkowej (Honduras, Nikaragua, Kostaryka, Panama i Grenada) i Południowej (Trynidad i Tobago, Kolumbia, Wenezuela, Gujana, Surinam, Gujana Francuska, Ekwador, Brazylia i Boliwia).

## Morfologia
Długość ciała 9–13 cm; masa ciała samców 3–9 g, samic 3–7,5 g.

## Systematyka

### Etymologia
Glaucis: gr. γλαυκος glaukos „modry, bladozielony”.

### Podział systematyczny
Do rodzaju należą następujące gatunki:
- Glaucis dohrnii (Bourcier & Mulsant, 1852) – pustelnik hakodzioby
- Glaucis aeneus Lawrence, 1868 – pustelnik spiżowy
- Glaucis hirsutus (J.F. Gmelin, 1788) – pustelnik rdzawogardły